# Tapsell Foreland
Das Tapsell Foreland ist eine breite, hauptsächlich verschneite, gebirgige und bis zu 800 m hohe Halbinsel an der Pennell-Küste des ostantarktischen Viktorialands. Sie trennt das Smith Inlet von der Yule Bay.
Das New Zealand Antarctic Place-Names Committee benannte die Halbinsel 1969 nach dem britischen Walfängerkapitän Thomas James Tapsell (1798–1872), der im Februar 1850 bei einer Erkundungsfahrt in den Gewässern südlich der Balleny-Inseln vorgeblich bei 67° 0′ S, 143° 0′ O operierte, jedoch trotz der hohen südlichen Breite keine Festlandsichtung hatte. Sein Schiff, die Bark Brisk, gehörte zwischen 1849 und 1852 zu der auf den Aucklandinseln stationierten Walfangflotte.